# Caméra Morigraf
Le Morigraf est une caméra argentique française sortie en 1935 des ateliers de la société Cinéma-Tirage L. Maurice, caméra imaginée par Léopold Maurice, destinée aux reportages de la presse filmée (actualités) et aux amateurs.

## Histoire
Ce n’est pas un hasard si le fils de Clément Maurice, un photographe ami d’Antoine Lumière, le père de Louis et Auguste, décide de se lancer à son tour dans un artisanat nouvellement né : le cinéma. En 1919, Léopold Maurice fonde sa société Cinéma-Tirage L. Maurice qui se spécialise essentiellement dans le domaine du développement des films et du tirage de copies film. Un atelier de recherches techniques complète l’offre avec la conception de matériel cinématographique, et notamment de tables de montage dont l’usage va perdurer jusqu’à l’avènement du montage numérique. En 1970, la société est débaptisée pour devenir la Compagnie des Travaux Mécaniques, présentant les mêmes initiales que la précédente. En 1992, C.T.M. et la société André Debrie fusionnent et réussissent ainsi à passer le cap délicat de la numérisation du cinéma.

## Description de la Morigraf
Cet appareil de prise de vues est relativement lourd pour une « caméra de poing » : plus de 8 kg, bien que son mécanisme ne soit activé que par un moteur à ressort. 
« Le mécanisme du Morigraf, mû par un moteur à ressort, est conçu pour permettre une prise de vues continue de 30 mètres à une vitesse rigoureusement constante de 24 images par seconde. (...) Pour armer le barillet moteur, il suffit d'effectuer 75 tours de manivelle, ce qui correspond à un temps de 30 secondes. L'organe moteur est muni d'un dispositif d'arrêt qui limite le remontage et évite ainsi la rupture du ressort pouvant résulter d'une manœuvre brusquée. » Sa cadence de prise de vues est réglable : 16, 24 et 32 images par seconde.
Son magasin coplanaire détachable contient 60 mètres de pellicule qui est entraînée dans son mouvement intermittent par quatre griffes de chaque côté des photogrammes, un dispositif exceptionnel. En effet, les caméras ne possèdent dans leur grande majorité que deux griffes par rangée de perforations. L’obturateur est réglable, et peut s’ouvrir jusqu’à 215°, ouverture idéale pour favoriser les prises de vues en lumière basse.
Le  Morigraf porte trois objectifs sur sa tourelle rotative et son système de visée offre trois possibilités (là aussi, c’est rarissime) : 
- Visée claire avec correction de parallaxe, située au-dessus du boîtier ;
- Visée de cadrage sur la surface du film par prisme (image projetée sur la pellicule) ;
- Visée de mise au point sur dépoli.